# Regina Pokorná
Regina Pokorná (ur. 18 stycznia 1982) – słowacka szachistka, arcymistrzyni od 2000 roku.

## Kariera szachowa
Sukcesy na arenie międzynarodowej zaczęła odnosić w bardzo młodym wieku. Jako reprezentantka Czechosłowacji zdobyła trzy medale mistrzostw świata i Europy juniorek do 10 lat: złoty (Rimavská Sobota 1992 – ME), srebrny (Warszawa 1991 – MŚ) i brązowy (Duisburg 1992 – MŚ). W późniejszych latach również zdobyła trzy medale, ale już w barwach Słowacji: złoty (Patras 1999 – ME do 20 lat), srebrny (Szeged 1994 – MŚ do 12 lat) oraz brązowy (Cala Galdana 1996 – MŚ do 14 lat). Była również wielokrotną medalistką mistrzostw Słowacji juniorek w różnych kategoriach wiekowych, m.in. złotą w latach 1993 (do 14 lat) i 1999 (do 18 lat).
Do ścisłej czołówki słowackich szachistek awansowała pod koniec lat 90. XX wieku. Pomiędzy 1998 a 2008 r. uczestniczyła we wszystkich w tym okresie rozegranych sześciu szachowych olimpiadach (w tym dwukrotnie na I szachownicy), była również trzykrotną (1997, 1999, 2001) reprezentantką kraju na drużynowych mistrzostwach Europy, największy sukces osiągając w 1999 r. w Batumi, gdzie oprócz drużynowego złotego medalu otrzymała również brązowy, za indywidualny wynik na II szachownicy.
Do sukcesów Reginy Pokornej w turniejach międzynarodowych należą m.in.:
- czterokrotnie I m. w Rijece (2001, 2002, 2005, 2009 – wspólnie z Mirjaną Medić),
- dz. I m. w Krk (2004, wspólnie z Moniką Grabics i Jessicą Nill(inne języki)),
- I m. (2007) i II m. (2008, za Li Ruofan) w Dżakarcie,
- II m. w Szombathely (2008, za Imre Balogiem(inne języki)),
- I m. we Vrbniku (2008).

Najwyższy ranking w dotychczasowej karierze osiągnęła 1 lipca 2003 r., z wynikiem 2429 punktów zajmowała wówczas 36. miejsce na światowej liście FIDE (oraz pierwsze wśród słowackich szachistek).